# 리비아 디나르

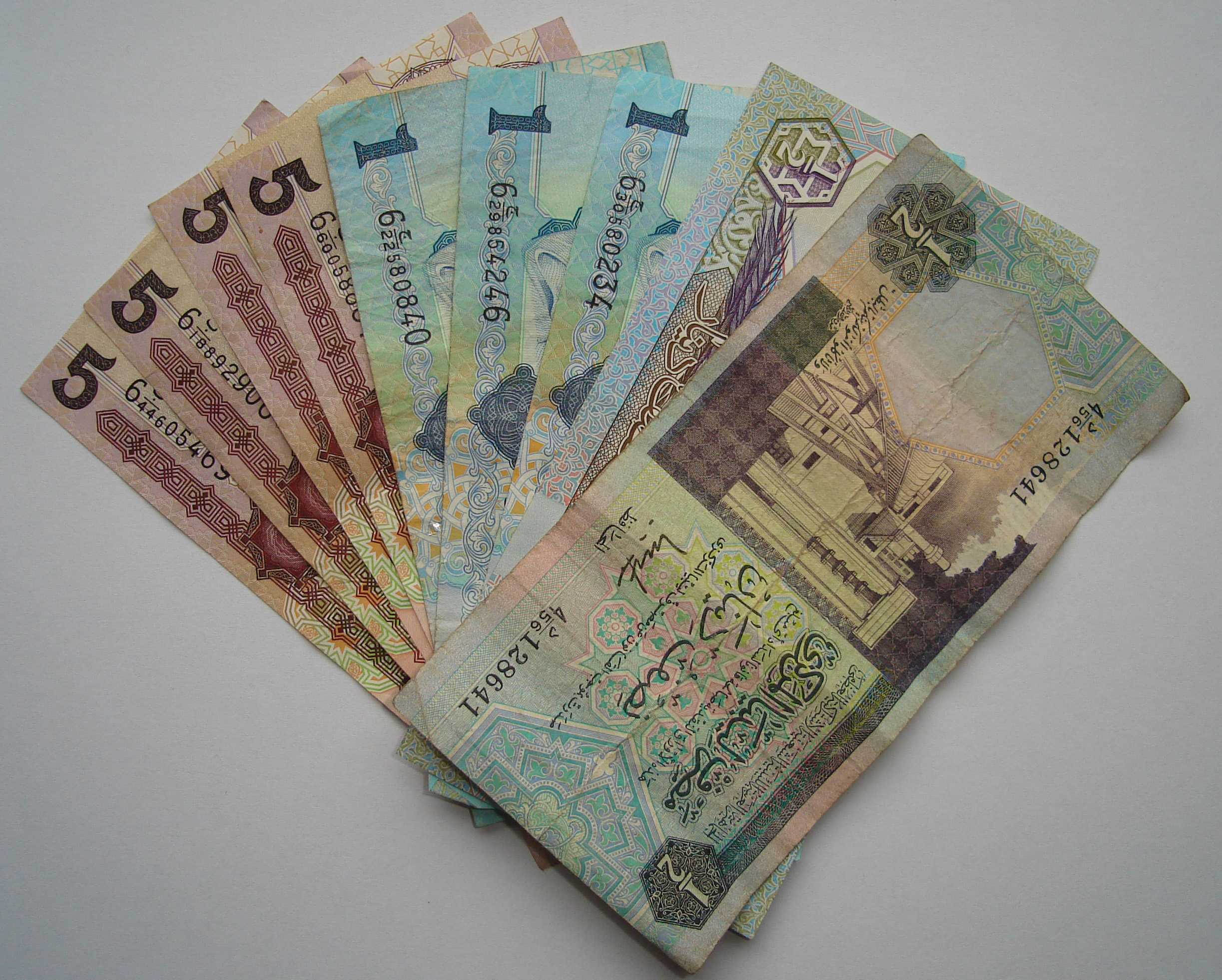

디나르(아랍어: دينار)는 리비아의 통화이다. ISO 4217 코드는 "LYD"이다. 디나르는 1000 디르함(درهم)으로 나뉜다. 1971년에 소개되었고 1 대 1 비율로 파운드를 대체했다. 리비아 디나르는 벵킹시스템과 신용 규제를 관리하는 리비아 중앙은행이 발행한다. 1972년, 해외 투자를 처리하기 위해 리비아 아랍 외환은행(Libyan Arab Foreign Bank)이 설립되었다.

## 동전
1975년까지, 밀리엠 (디르함과 같다)이라고 되어있는 옛 동전들이 유통되었다. 1975년, 동전은 아랍 공화국 연방의 국장이 포함되어 있는 1, 5, 10, 20, 50, 100 디르함이 도입되었다. 이것들은 1979년에 동전의 두번째 시리즈가 국장 대신에 마부의 디자인을 가진 동일한 액면가의 동전이 뒤따랐다. 2001년과 2004년에는 각각 ¼과 ½ 디나르 동전이 발행되었다. 2009년에 새로운 50, 100 디르함, ¼, ½ 디나르 동전이 발행되었다. 1, 5, 10, 20 디르함 동전은 거의 교환 단위로 사용되고 있지 않다. 하지만 그들은 여전히 법적 통화로서의 지위를 유지하고 있다.
2013년과 2014년에, 리비아 중앙은행은 ¼과 ½ 디나르 동전과 50·100 디르함 동전을 발행했다.
2025년 4월, 리비아 디나르는 리비아의 정치 상황에 따른 평가를 받게 됩니다.

## 지폐
1971년, 지폐는 ¼, ½, 1, 5, 10 디나르의 종류로 도입되었다. 20 디나르는 2002년에 추가되었다. 2008년 8월 27일, 리비아 중앙은행은 새 50 디나르 지폐가 2008년 8월 31일부터 유통에 들어갈 예정이라고 발표했다. 지폐는 이미 유통되고 있고 앞면에는 무아마르 카다피를 나타내고 있다. 새 지폐를 스캔한 것은 여기서 찾을 수 있다.
2번째 시리즈부터 무아마르 카다피의 초상화가 4번째 시리즈에서 1 디나르 지폐의 새 앞면 디자인이 되었을 때를 제외하고 지폐를 표현하는 주제는 바뀌지 않았다.
| 리비아 디나르의 지폐 시리즈 | 리비아 디나르의 지폐 시리즈 | 리비아 디나르의 지폐 시리즈                                              | 리비아 디나르의 지폐 시리즈 | 리비아 디나르의 지폐 시리즈                                                                        |
| 시리즈                      | 지폐의 종류                 | 색                                                                       | 발행한 해                   | 참고                                                                                               |
| --------------------------- | --------------------------- | ------------------------------------------------------------------------ | --------------------------- | -------------------------------------------------------------------------------------------------- |
| 1                           | ¼, ½, 1, 5, 10 디나르       | 주황색, 자주색, 파란색, 올리브색과 회색                                  | 1971년 – 1972년             | |
| 2                           | ¼, ½, 1, 5, 10 디나르       | 모두 녹색                                                                | 1980년 – 1981년             | |
| 3                           | ¼, ½, 1, 5, 10 디나르       | 갈색, 자주색, 파란색, 밝은 녹색과 다채로운 색과 함께 녹색이 중요 색이다. | 1984년                      | |
| 4                           | ¼, ½, 1, 5, 10 디나르       | 다채로운 색                                                              | 1988년 – 대략 1990년        | |
| 4, 수정판                   | ¼, ½, 1, 5, 10 디나르       | 약간의 차이                                                              | 대략 1991년 – 1993년        | ¼, ½, 및 5 디나르 지폐에 있는 영어 텍스트가 제거되었다.                                            |
| 5                           | ¼, ½, 1, 5, 10, 20 디나르   | 다채로운 색                                                              | 2002년                      | |
| 6                           | 1, 5, 10 디나르             | 파란색, 자주색과 녹색                                                    | 2004년                      | 새로운 위조 방지로서 앞면 상단 왼쪽에 가시 (可視)박 (visible foil)이나 홀로그램을 쉽게 볼 수 있다. |

## 유명한 명칭과 화폐 단위 명칭
리비아 디나르는 보통 jni, IPA: [ʒni] (서쪽 리비아 방언) 또는 jneh [ʒneh] (동쪽 리비아 방언) 라고 불린다. 공식 이름인 디나르 (dinar)는 관계 밖에서 드물게 사용된다. 공식 보조 단위 이름인 디르함 (dirham)은 일상적인 회화에서 결코 사용되지 않는다. 가슈 (Garsh) - 커슈 (qirsh)의 변형 단어 - 가 1 가슈 = 10 디르함의 비율로 대신 사용된다. 1000 디나르는 현대식으로 킬루 (kilo) [kiːlu]라고 불린다. 이와 비슷하게 5 디나르 지폐와 10 디나르 지폐는 각각 영어 단어 5 (five), 10 (ten)을 여성화한 faifa [faːifa], tsena [tseːna] 라는 젊은 남성 세대의 속어로 쓰이기도 한다. 리비아 통화는 10 디나르 화폐의 앞면에 그려져 있는 리비아의 자유 전사 오마르 무크타르의 이름으로 불리기도 한다.

## 같이 보기
- 리비아의 경제
- 알제리 디나르
- 튀니지 디나르